# Ladislaus Eugen Petrovits
Ladislaus Eugen Petrovits, né le 21 janvier 1839 à Vienne (Empire d'Autriche) et mort le 21 janvier 1839 dans la même ville, est un peintre et illustrateur autrichien. Il est le fils du sculpteur néoclassique austro-hongrois Demeter Petrovics (1799-1852). Bien que sa famille souhaitait que Ladislav se consacre à la sculpture, il se refusa et, sous l'influence du peintre de théâtre Carlo Brioschi, devint peintre.
Il était membre du Club des aquarellistes de la Société des Beaux-Arts de Vienne. Il illustra de nombreux livres ; ses œuvres furent publiées dans l'Illustrirte Zeitung et L'Illustration. À partir de 1859, il participa à diverses expositions axées sur la peinture de la ville et du paysage. À la demande de la ville d'Olomouc, il peignit un panorama de trois mètres de la ville avant que ses dirigeants ne décident de démolir les murs thérésiens à la toute fin du XIXe siècle. Certaines de ses peintures documentaient la vie à Olomouc à la même époque et ont été utilisées dans le livre Olomouc en 1894. Dans ses peintures, il a également représenté un certain nombre d'autres villes d'Autriche et d'Italie.
Aujourd'hui, ses œuvres se trouvent dans la plupart des galeries d'art et des musées en Autriche et ailleurs. De plus, les œuvres de Ladislav Eugen Petrovits se trouvent dans la collection de Milan Jovanović Stojimirović qui a légué un grand nombre de peintures, de croquis et d'objets au département d'art du musée de Smederevo (Serbie).